# Isoperimetrisch punt

Isoperimetrisch punt P

Het isoperimetrisch punt is een bijzonder punt  in een driehoek ABC. Het is het punt P in deze driehoek zodat de driehoeken PBC, APC en ABP gelijke omtrek hebben. Het isoperimetrisch punt heeft kimberlingnummer X(175).

## Eigenschappen
- Het isoperimetrisch punt is de harmonische verwant van het gelijke-omweg-punt ten opzichte van het middelpunt van de ingeschreven cirkel en het punt van Gergonne, en is dus collineair met deze drie punten.
- De omtrekken van PBC, APC en ABP zijn gelijk aan de diameter van de omgeschreven cirkel van Soddy.
- Barycentrische coördinaten zijn

{\displaystyle \left(a-{\frac {\Delta }{s-a}}:b-{\frac {\Delta }{s-b}}:c-{\frac {\Delta }{s-c}}\right).}
Hierin zijn Δ en s de oppervlakte en de halve omtrek van ABC.
- Het isoperimetrisch punt bestaat alleen als de omtrek van ABC groter is dan 4R+r, waarin R de straal van de omgeschreven cirkel weergeeft en r de straal van de ingeschreven cirkel.